# Popowo (powiat międzychodzki)
Popowo – bardzo mała wieś sołecka w Polsce położona w województwie wielkopolskim, w powiecie międzychodzkim, w gminie Międzychód.

## Historia
Miejscowość pierwotnie związana była z Wielkopolską. Ma metrykę średniowieczną i istnieje co najmniej od początku XV wieku. Wymieniona w dokumencie zapisanym po łacinie z 1400 pod obecną nazwą "Popowo" oraz "Popowko" .
Miejscowość była wsią szlachecką i wspominały ją historyczne dokumenty prawne, własnościowe oraz podatkowe. W 1419 Wierzbięta dziedzic Popowa był w sporze z Jakubem Żydem poznańskim o dług. W 1432 Wojciech Popowski z Popowa występuje w sądzie w sprawach Dobrogosta z Kolna właściciela Prusimia. W 1462 bracia Maciej i Jakub dziedzice z Popowa, sprzedali Janowi Chojnickiemu część Białcza w powiecie poznańskim, odziedziczoną po stryju Dziersławie z Białcza. W 1503 Jan Wata Gorzycki, syn Sędziwoja z Górzycy koło Międzyrzecza, kupił za 150 grzywien połowę Popowa od Mikołaja, Anny, Barbary dzieci zmarłej Doroty Popowskiej, żony Jakuba kmiecia w Pamiątkowie. W tym czasie wieś należała do powiatu poznańskiego Korony Królestwa Polskiego. W 1508 należała do parafii Kamionna. W latach 1508–09 we wsi pobierane są wiardunki królewskie z 7 półłanków. W latach 1553, 1563 odnotowano pobór od 2,5 łana w Popowie, a w 1564 z 5 łanów. W 1577 Zofia Popowska płaci pobór od majątku we wsi. W 1580 Stanisław Lipnicki płaci pobór od 4 półłanków, dwóch zagrodników oraz 50 owiec pozostających w posiadaniu pasterza, owczarza . 
W 1580 nadal pozostawała wsią szlachecką położoną w powiecie poznańskim województwa poznańskiego w Rzeczypospolitej Obojga Narodów.
W okresie Wielkiego Księstwa Poznańskiego (1815-1848) miejscowość należała do wsi mniejszych w ówczesnym pruskim powiecie Międzyrzecz w rejencji poznańskiej. Popowo należało do okręgu kwileckiego tego powiatu i stanowiło odrębny majątek, którego właścicielami byli wówczas spadkobiercy Alfonsów. Według spisu urzędowego z 1837 roku wieś liczyła 97 mieszkańców, którzy zamieszkiwali 10 dymów (domostw). W skład majątku Popowo wchodziły wówczas także: folwark Katarzynka (1 dom, 6 mieszk.) i wieś Debrzno (9 domów, 115 mieszk.).
W latach 1975–1998 miejscowość należała administracyjnie do województwa gorzowskiego.